# Accident de bus de Lasbela
 (février 2023).
L'accident de bus de Lasbela est survenu le 29 janvier 2023 lorsqu'un bus transportant au moins 43 personnes a plongé dans un ravin et a pris feu à Bela Tehsil (en), dans le district de Lasbela, dans le Baloutchistan, au Pakistan. L'accident a d'abord tué 40 personnes et en a blessé trois, dont l'une est décédée peu de temps après. Les deux survivants restants étaient dans un état "grave".

## Accident
Le bus était en route vers Karachi depuis Quetta et s'est écrasé dans un pilier d'un pont qui a conduit à sa chute, selon le commissaire adjoint de Lasbela, Hamza Anjum. Le chef du service de secours local, Asghar Ramazan, a déclaré à l'Agence France-Presse que le bus était "chargé de conteneurs de pétrole".
La plupart des corps des morts ont été brûlés au point d'être méconnaissables et ont été emmenés à Karachi où des tests ADN seraient utilisés pour établir leur identité,.

## Conséquences
Le président du Parti du peuple pakistanais et ministre pakistanais des Affaires étrangères, Bilawal Bhutto Zardari, a déclaré que tout le pays était attristé et qu'il présentait ses condoléances personnelles. Il a également déclaré qu'une enquête serait menée sur l'incident.

## Enquête
Le sous-commissaire de Lasbela, Murad Kasi, a déclaré que la cause de l'accident était la vitesse excessive, le conducteur ayant perdu le contrôle du véhicule en faisant demi-tour. Selon des informations non confirmées, le bus transportait du pétrole iranien de contrebande. Le All Quetta-Karachi Coaches Union a attribué l'accident à des routes glissantes et à un court-circuit dans le câblage du bus.